# Kokeshi

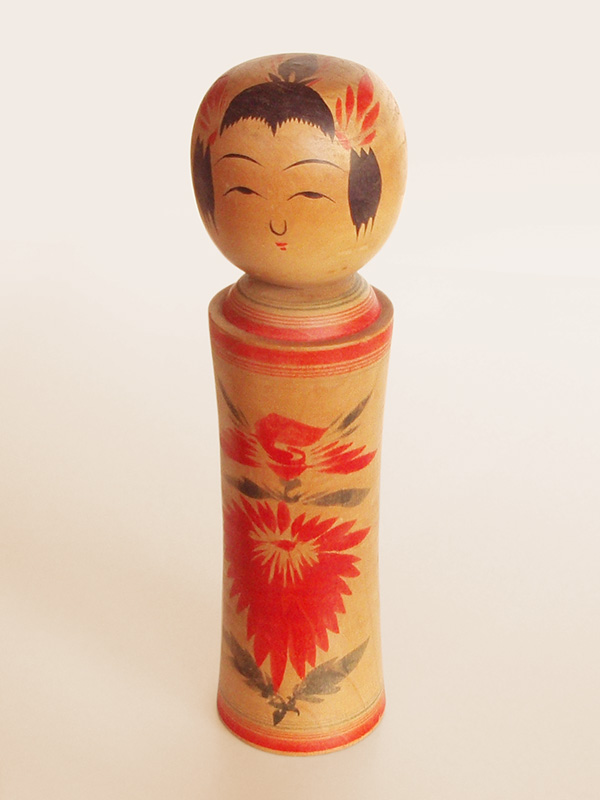
Kokeshi

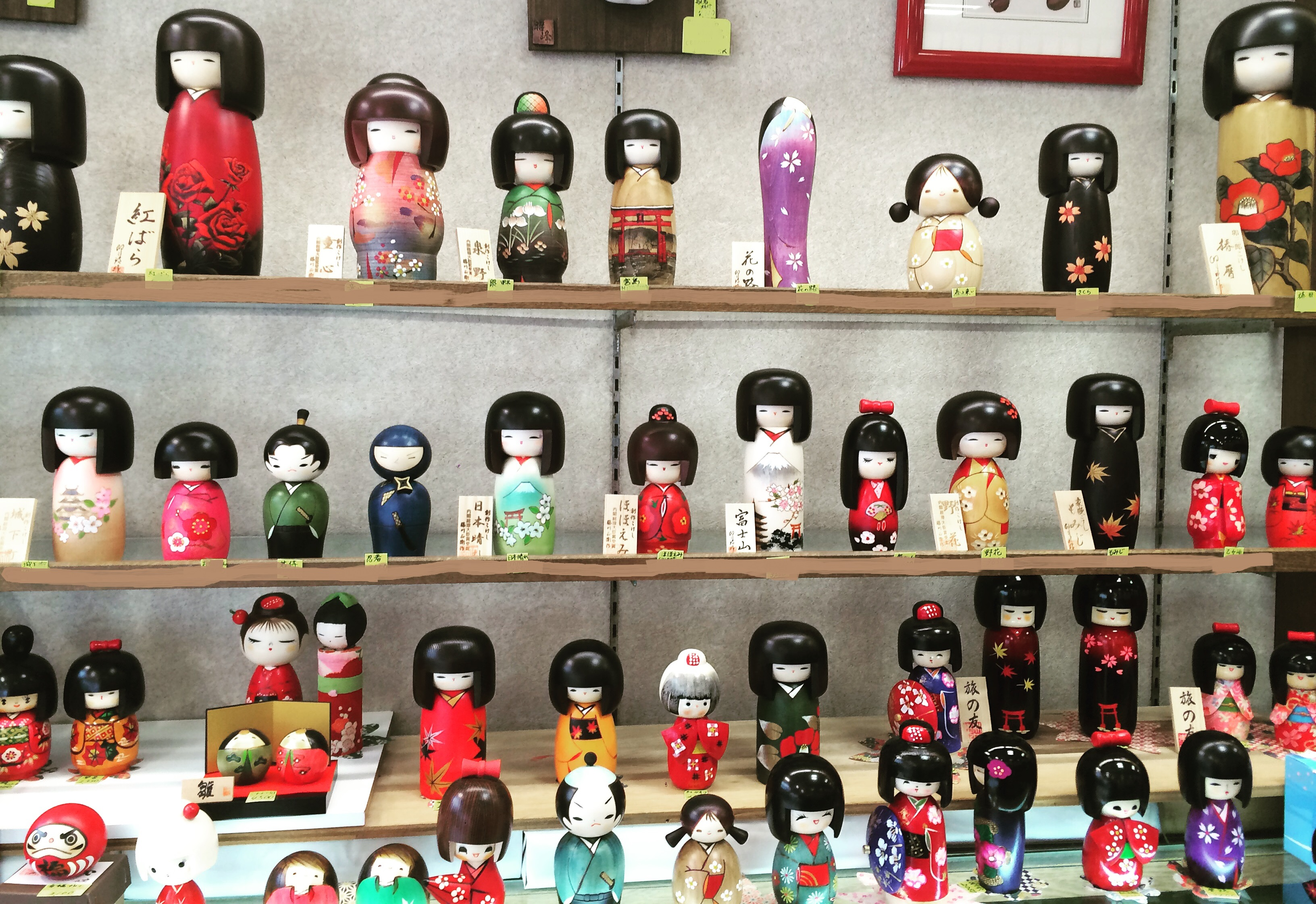

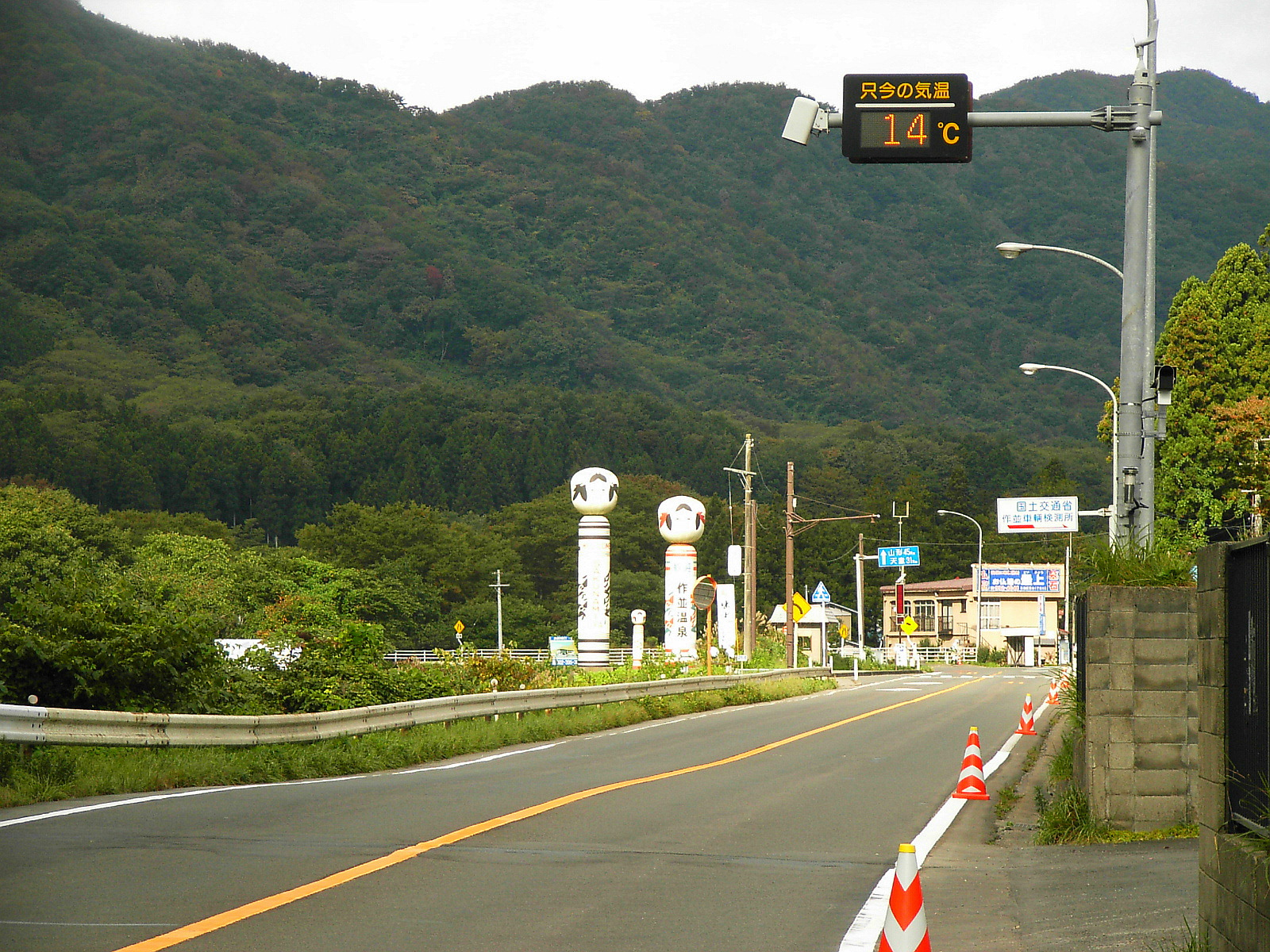
Monumentos às bonecas Kokeshi (Miyagi)

Kokeshi (em japonês 小芥子 ou こけし) são bonecas japonesas, originárias do norte do país. Elas são manufaturadas em madeira, possuindo um tronco simples e uma grande cabeça, pintadas com finas linhas para delinear o rosto. Seu corpo tem desenhos, pintados sobre fundo vermelho, preto, e algumas vezes amarelo, envernizadas por uma camada de cera. Uma marcante característica das Kokeshi é a ausência de braços e pernas. Na parte inferior é marcada com a assinatura do artista.

## Histórico
As Kokeshi foram produzidas inicialmente pelos Kiji-shi (artesãos da madeira), em Shinchi, em Tagata (Miyagi), de onde a técnica se espalhou para outras áreas das estâncias termais da região de Tohoku. Diz-se que estas bonecas foram feitas originalmente em meados do período Edo (entre 1600-1868) para serem vendidas como souvenires aos visitantes das fontes termais do nordeste do Japão.

## Formatos
- Tradicional - As formas tradicionais da Kokeshi (Dento), seguem certos padrões particulares e são oriundas de uma determinada área. Compreendem onze tipos: Tsuchiyu, Togatta, Yajiro, Naruko, Sakunami, Yamagata, Kijiyama, Nanbu, Tsugaru, Zao-takayu, e Hijioro. O tipo mais comum é o Naruko, variante feita originalmente em Miyagi, podendo também ser encontrada em Akita, Iwate e em Yamagata. A rua principal da fonte termal de Naruko é conhecida como Rua da Kokeshi, e possui lojas que são dirigidas diretamente pelos escultores de Kokeshi.

- Criativas - As formas criativas da Kokeshi (Shingata) o artista permite-se total liberdade para dar-lhe formas, desenho e cores, e passou a ser desenvolvida após a II Guerra Mundial. Elas não estão restritas a uma determinada região do Japão, e os artistas das Kokeshi Criativas moram nas grandes cidades.

## Matéria-prima

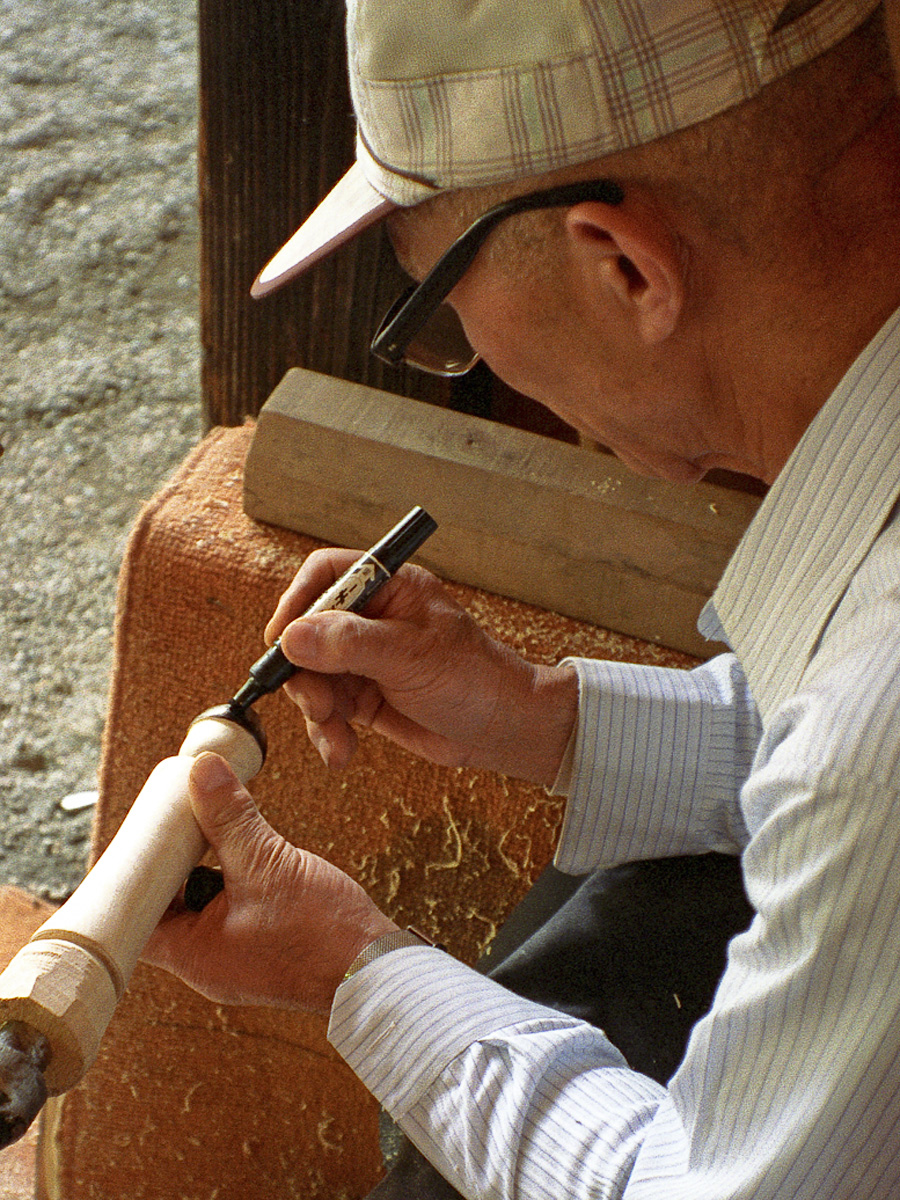
Artesão trabalhando uma kokeshi.

A madeira usada para a confecção das Kokeshi varia. Para um tom mais escuro, é usada a cerejeira e as Cornus para tons suaves. O Itaya-kaede, espécie de bordo japonês, também é usado. Tanto para a escultura das formas tradicionais como criativas, a madeira é colocada ao ar livre para descansar durante um a cinco anos, antes  de poder ser usada.

## Significados metafóricos
- Algumas versões dão que, embora o nome oficial da Kokeshi seja "小芥子", sua verdadeira denominação original seria "子消し", significando "crianças perdidas".

Simbolizam a alma das crianças, que as bonecas levem todo o mal que as crianças porventura possam sofrer em vida, esse é o motivo mor da boneca kokeshi.

## Religião
Os japoneses, especialmente da Ilha de Okinawa adotaram o costume de usar a boneca em cerimônias de enterro ou crematório de seus entes queridos. Crianças com morte pré-matura, ou antes de completar os 12 meses de idade teriam sua alma fixada nas tradicionais bonecas, para que não se sentissem perdidas na situação além morte. Os familiares mantêm a boneca sobre as lápides ou em casa quando o corpo é cremado. É tradição adotar bonecas "abandonadas" com a justificativa de boa sorte no lar.

## Oferendas
Sob a justificativa de alegrar o espírito da criança que está retido na boneca, é tradição oferecer frutas, doces, brinquedos e origami mensalmente no dia da morte da criança, evitando assim azar ou maldição.